# View Askewniverse
View Askewniverse — вымышленная вселенная, созданная режиссёром и сценаристом Кевином Смитом, названная в честь кинокомпании Смита View Askew Productions. Включает в себя девять полнометражных и несколько короткометражных фильмов, комиксы и анимационный телесериал. Часто одни и те же персонажи появляются или упоминаются в нескольких историях, а двоих — Джея и Молчаливого Боба — можно назвать визитной карточкой View Askewniverse, поскольку они принимают непосредственное участие практически во всех описываемых событиях.
Действие большинства фильмов происходит в городах округа Монмут, штат Нью-Джерси.
Существует мнение, что фильм «Крик 3» (а, возможно, и вся серия) режиссёра Уэсли Крэйвена также является частью вселенной View Askewniverse. Это связано с появлением Джея и Молчаливого Боба в эпизоде на студии Sunrise Studios.

## Канонические произведения вселенной

### Полнометражные фильмы
- «Клерки» (1994 год) — дебютный фильм Кевина Смита, открывающий серию произведений о вымышленной вселенной View Askewniverse. Повествует об одном дне из жизни двух клерков, добропорядочного Данте Хикса (его играет Брайан О’Халлоран) и издевающегося над покупателями Рэндела Грейвса (Джефф Андерсон).
- «Лоботрясы» (1995 год) — Броди Брюс и Ти Эс собираются сорвать съемки телешоу в супермаркете, чтобы вернуть своих бывших подружек.
- «В погоне за Эми» (1997 год) — Гетеросексуал Холден МакНил влюбляется в Алису, однако его надежды рушатся, когда он узнаёт, что девушка — лесбиянка. Хотя позже он узнаёт, что это не совсем так.
- «Догма» (1999 год) — два падших ангела — Локи и Бартлби — пытаются вернуться на небо. Для этого они намерены использовать лазейку в церковных догматах. Но стоит им осуществить свой план, и мир перестанет существовать.
- «Джей и Молчаливый Боб наносят ответный удар» (2001 год) — Джей и Молчаливый Боб пытаются сорвать съемки фильма «Пыхарь и Хроник» (англ. Bluntman and Chronic), чтобы остановить поток негативных сообщений на форумах в свой адрес.
- «Клерки 2» (2006 год) — Данте Хикс и Рэндел Грейвс устраиваются работать в закусочную.
- «Супер-пупер мультфильм от Джея и Молчаливого Боба»[англ.] (2013) — полнометражный мультфильм, в котором Джей и Молчаливый Боб выигрывают в лотерею и решают стать супергероями.
- Бивень (2014 год) - Хоть Джей и Молчаливый Боб отсутствуют в фильме, они появятся в триквеле. Журналист Уоллес Брайтон уехал брать интервью и исчез навсегда. Его друг вместе с девушкой Уоллеса отправляется на поиски. Поиски приводят пару к полицейскому в отставке. Считая, что Уоллес каким-то образом попал в его руки, троица идет по следу маньяка, даже не представляя себе, что правда, которую им предстоит узнать, настолько ужасна, что в нее просто невозможно поверить.
- Йоганутые (2016 год) - сиквел фильма Бивень. Колин Колетт и Колин МакКензи из Манитобы помешаны на йоге. В то же время они вынуждены подрабатывать после школы в небольшом магазинчике, и эту работу они терпеть не могут. Однако долго скучать школьницам не приходится: «вселенское зло», возникшее в прямом смысле слова «из-под земли», грозит им сорвать долгожданную вечеринку для старшеклассников.
- «Джей и Молчаливый Боб: Перезагрузка» (2019 год) — Джей и Молчаливый Боб отправляются в Голливуд, чтобы предотвратить съёмки фильма про себя.
- «Клерки 3» (2022 год) - Рэндал Грейвс, переживший обширный сердечный приступ, вербует своих друзей и коллег-клерков Данте Хикса, Элиаса Гровера, Джея и Молчаливого Боба, чтобы снять фильм о своей жизни в круглосуточном магазине Quick Stop, с которого все началось.
- Лосиные Челюсти -   В постапокалиптической Канаде многофункциональная челюсть американского лося стала универсальной валютой. Но настало время природе отомстить за себя.

### Короткометражные фильмы
- «Летающая машина» — шестиминутный фильм, снятый для телешоу Сегодня вечером.
- «Клерки (The Lost Scene)» — издание на DVD, выпущенное в честь десятилетия фильма «Клерки». Содержит дополнительные сцены.

### Телевидение
- «Клерки: анимационный сериал» — анимационный сериал, состоящий из шести эпизодов. Рассказывает о приключениях двух друзей, клерков Данте Хикса и Рэндела Грейвса. Первые два эпизода были показаны на канале ABC, а в 2002 году был выпущен DVD, в который вошли все шесть серий.

### Комиксы
- «Клерки» — серия комиксов, опубликованных в конце 1990-х годов издательством Oni Press. Первое издание включало в себя три книги с оригинальными историями. Позднее все они были собраны под одной обложкой.
- «В погоне за Догмой» рассказывает о приключениях Джея и Молчаливого Боба, произошедших после фильма «В погоне за Эми». Многие события позже были показаны в ленте «Джей и Молчаливый Боб наносят ответный удар».
- «Пыхарь и Хроник» — впервые упоминается в фильме «В погоне за Эми» за авторством Холдена МакНила и Бэнки Эдвардса. После выхода фильма «Джей и Молчаливый Боб наносят ответный удар» на основе вымышленного был опубликован настоящий комикс.
- «Джей и Молчаливый Боб против собаки Уолта Флэнагана» — история, опубликованная в комиксе Oni Double Feature #1. Джей и Молчаливый Боб пытаются скрыться от собаки Уолта Флэнагана, которая, находясь под действием марихуаны, охотится за парочкой.
- «Пыхарь и Хроник в деле Дерриса, часть 1-я» — история, опубликованная в Oni Double Feature #12.
- «Риск в кино» — одностраничный комикс, опубликованный в ноябре 1999 года в Talk Magazine.
- «Где говядина?» — двадцатистраничный комикс, повествующий о событиях, которые происходили незадолго до фильма «Клерки 2».

## Неканонические произведения вселенной

### Фильмы
- «Джей и Молчаливый Боб уделывают Деграсси» (2005 год) — Джей и Молчаливый Боб в Канаде. Кевин Смит играет самого себя. В фильме он снимает фильм про Джея и Молчаливого Боба.
- «Крик 3». Третий фильм знаменитой серии официально не является частью вселенной, хотя в нём появляются Джей и Молчаливый Боб. Они в качестве туристов посещают студию Sunrise Studios. Кроме того, в первой части серии в видеопрокате можно видеть постер к фильму «Клерки». Видеокассета с этим фильмом присутствует в сцене просмотра ленты «Хэллоуин». В фильме «Джей и Молчаливый Боб наносят ответный удар» Уэсли Крэйвен упоминается как режиссёр фильма «Крик 4». Наконец, в картине «Девушка из Джерси» Кевина Смита в видеосалоне можно увидеть кассету с фильмом «Крик 3».
- Superman Lives — фильм Кевина Смита о Супермене. Не был закончен.
- «Фанаты» — фильм, в котором герои Джейсона Мьюза и Кевина Смита появляются в эпизодической роли на автозаправке.